# 鈴木唯人
鈴木 唯人（すずき ゆいと、2001年10月25日 - ）は、神奈川県三浦郡葉山町出身のサッカー選手。ブンデスリーガ・SCフライブルク所属。ポジションはMF。日本代表。

## 経歴

### クラブ
横浜FMプライマリー追浜（葉山町立一色小学校）、葉山中学校を経て、市立船橋高校へ進学。2年生から頭角を現し、3年生では10番を背負った。
2020年より、清水エスパルスへ加入した。7月4日、第2節の名古屋グランパスエイト戦で先発デビューを果たした。
2021年3月27日、ルヴァンカップ第2節のベガルタ仙台戦でプロ入り初ゴールを決めた。同年6月23日、明治安田生命J1リーグ第19節アウェイベガルタ仙台戦でリーグ戦初ゴールを記録。
2022年2月26日、第2節のジュビロ磐田との静岡ダービーでは開幕から2試合連続ゴールを決めた。
2023年1月27日、リーグ・アンのRCストラスブールへ買取オプション付きの期限付き移籍で加入すると発表された。同年4月16日、ACアジャクシオ戦で初出場を果たし初得点を決めた。
2023年7月13日、清水エスパルスに復帰することが発表された。しかし、8月8日には海外クラブへの移籍を前提とした手続きと準備のために離脱することが発表され、8月12日にデンマーク・スーペルリーガのブレンビーIFに4年契約で加入したことが発表された。
2025年5月20日、ドイツ・ブンデスリーガのSCフライブルクへの移籍が発表された。この時点で契約期間など詳細については明らかにされていないものの背番号14を付けることが決定している。5月26日、ブレンビーでの最終戦となるスーペルリーガ最終節のオーフスGF戦に先発出場。3-2で勝利したこの試合で鈴木は1ゴール1アシストを記録して有終の美を飾った。

### 代表
2022年1月、それまでに｢キリンチャレンジカップ2022」ウズベキスタン戦のメンバーに招集されていた前田大然、旗手怜央のセルティックFCへの移籍により両選手が不参加となったため、同クラブ所属の松岡大起と共に追加招集されることが決まった。これにより20歳でA代表初選出となった。2024年6月6日、ミャンマー戦で後半開始から代表初出場を果たした。

## 所属クラブ
- 横浜F・マリノスプライマリー追浜（葉山町立一色小学校）
- 葉山町立葉山中学校
- 船橋市立船橋高等学校
- 2020年 - 2023年8月  清水エスパルス
  - 2023年1月 - 同年7月  RCストラスブール（期限付き移籍）
- 2023年8月 - 2025年6月  ブレンビーIF
- 2025年7月 -  SCフライブルク

## 個人成績
| 国内大会個人成績 | 国内大会個人成績 | 国内大会個人成績 | 国内大会個人成績 | 国内大会個人成績 | 国内大会個人成績 | 国内大会個人成績 | 国内大会個人成績 | 国内大会個人成績 | 国内大会個人成績 | 国内大会個人成績 | 国内大会個人成績 |
| 年度             | クラブ           | 背番号           | リーグ           | リーグ戦         | リーグ戦         | リーグ杯         | リーグ杯         | オープン杯       | オープン杯       | 期間通算         | 期間通算         |
| 年度             | クラブ           | 背番号           | リーグ           | 出場             | 得点             | 出場             | 得点             | 出場             | 得点             | 出場             | 得点             |
| 日本             | 日本             | 日本             | 日本             | リーグ戦         | リーグ戦         | リーグ杯         | リーグ杯         | 天皇杯           | 天皇杯           | 期間通算         | 期間通算         |
| ---------------- | ---------------- | ---------------- | ---------------- | ---------------- | ---------------- | ---------------- | ---------------- | ---------------- | ---------------- | ---------------- | ---------------- |
| 2020             | 清水             | 37               | J1               | 30               | 0                | 2                | 0                | -                | -                | 32               | 0                |
| 2021             | 清水             | 23               | J1               | 33               | 2                | 3                | 1                | 1                | 0                | 37               | 3                |
| 2022             | 清水             | 23               | J1               | 20               | 3                | 4                | 0                | 0                | 0                | 24               | 3                |
| フランス         | フランス         | フランス         | フランス         | リーグ戦         | リーグ戦         | F・リーグ杯      | F・リーグ杯      | フランス杯       | フランス杯       | 期間通算         | 期間通算         |
| 2022-23          | ストラスブール   | 18               | リーグ・アン     | 3                | 1                | -                | -                | 0                | 0                | 3                | 1                |
| 日本             | 日本             | 日本             | 日本             | リーグ戦         | リーグ戦         | リーグ杯         | リーグ杯         | 天皇杯           | 天皇杯           | 期間通算         | 期間通算         |
| 2023             | 清水             | 23               | J2               | 3                | 1                | -                | -                | -                | -                | 3                | 1                |
| デンマーク       | デンマーク       | デンマーク       | デンマーク       | リーグ戦         | リーグ戦         | リーグ杯         | リーグ杯         | オープン杯       | オープン杯       | 期間通算         | 期間通算         |
| 2023-24          | ブレンビーIF     | 28               | スーペルリーガ   | 26               | 9                | 4                | 2                | 4                | 2                | 30               | 11               |
| ドイツ           | ドイツ           | ドイツ           | ドイツ           | リーグ戦         | リーグ戦         | リーグ杯         | リーグ杯         | DFBポカール      | DFBポカール      | 期間通算         | 期間通算         |
| 2025-26          | SCフライブルク   | 14               | ブンデス1部      |                  |                  | -                | -                |                  |                  |                  |                  |
| 通算             | 日本             | 日本             | J1               | 83               | 5                | 9                | 1                | 1                | 0                | 93               | 6                |
| 通算             | 日本             | 日本             | J2               | 3                | 1                | -                | -                | -                | -                | 3                | 1                |
| 通算             | フランス         | フランス         | リーグ・アン     | 3                | 1                | -                | -                | 0                | 0                | 3                | 1                |
| 通算             | デンマーク       | デンマーク       | スーペルリーガ   | 26               | 9                | 4                | 2                | -                | -                | 30               | 11               |
| 通算             | ドイツ           | ドイツ           | ブンデス1部      |                  |                  | -                | -                |                  |                  |                  |                  |
| 総通算           | 総通算           | 総通算           | 総通算           | 115              | 16               | 13               | 3                | 1                | 0                | 129              | 19               |

| 2022-23 | ストラスブールII | 18       | CFA3   | 1 | 0 | 1 | 0 |
| 通算    | フランス         | フランス | CFA3   | 1 | 0 | 1 | 0 |
| 総通算  | 総通算           | 総通算   | 総通算 | 1 | 0 | 1 | 0 |

| 国際大会個人成績 | 国際大会個人成績 | 国際大会個人成績 | 国際大会個人成績 | 国際大会個人成績 |
| 年度             | クラブ           | 背番号           | 出場             | 得点             |
| UEFA             | UEFA             | UEFA             | UEFA EL          | UEFA EL          |
| ---------------- | ---------------- | ---------------- | ---------------- | ---------------- |
| 2025-26          | フライブルク     | 14               |                  |                  |
| 通算             | UEFA             | UEFA             |                  |                  |

## タイトル

### 代表
U-21日本代表
- ドバイカップU-23（2022年）

## 代表歴

### 出場大会
- 日本高校選抜
  - デュッセルドルフ国際ユース大会（2019年）
- U-18日本代表
  - UAE遠征（2019年）
- U-21日本代表
  - ドバイカップU-23（2022年）
  - AFC U23アジアカップ（2022年）
  - 欧州遠征（2022年）
- U-22日本代表
  - AFC U-23アジアカップ・予選（2021年）
  - 欧州遠征（2023年）
  - AFC U-23アジアカップ予選（2023年）
- 日本代表
  - 2026 FIFAワールドカップ・アジア2次予選（2024年 - 2025年）

### 試合数
- 国際Aマッチ 2試合 0得点（2024年 - ）

| 日本代表 | 国際Aマッチ | 国際Aマッチ |
| 年       | 出場        | 得点        |
| -------- | ----------- | ----------- |
| 2024     | 1           | 0           |
| 2025     | 1           | 0           |
| 通算     | 2           | 0           |

### 出場
| # | 開催日       | 開催地   | 会場                   | 相手           | 結果 | 監督   | 大会                                   |
| - | ------------ | -------- | ---------------------- | -------------- | ---- | ------ | -------------------------------------- |
| 1 | 2024年6月6日 | ヤンゴン | トゥウンナ・スタジアム | ミャンマー     | ○5-0 | 森保一 | 2026 FIFAワールドカップ・アジア2次予選 |
| 2 | 2025年6月5日 | パース   | パース・スタジアム     | オーストラリア | ●0-1 | 森保一 | 2026 FIFAワールドカップ・アジア3次予選 |